# Kronet til konge
Kronet til konge är ett musikalbum av det norska black metal-bandet Dødheimsgard, utgivet 1995 av skivbolaget Malicious Records. Kronet til konge är Dødheimsgards första fullängds studioalbum.

## Låtlista
1. "Intro" – 1:00
2. "Å slakte Gud" – 6:09
3. "En krig å seire" – 4:58
4. "Jesu blod" – 4:51
5. "Midnattskogens sorte kjerne" – 6:47
6. "Kuldeblest over evig isøde" – 4:13
7. "Kronet til konge" – 4:35
8. "Mournful, Yet and Forever" – 7:05
9. "Når vi har dolket guds hjerte" – 4:47
10. "Starcave, Depths and Chained" – 3:41
11. "When Heavens End" – 5:18
12. "Outro" – 0:44

- Text och musik: Dødheimsgard

## Medverkande
Musiker (Dødheimsgard-medlemmar)
- Aldrahn (Bjørn Dencker Gjerde) – gitarr, sång
- Vicotnik (Yusaf Parvez) – trummor, sång
- Fenriz (Gylve Fenris Nagell) – basgitarr, sång

Produktion
- Dødheimsgard – producent
- Bård Norheim – ljudtekniker